# Effect Energy

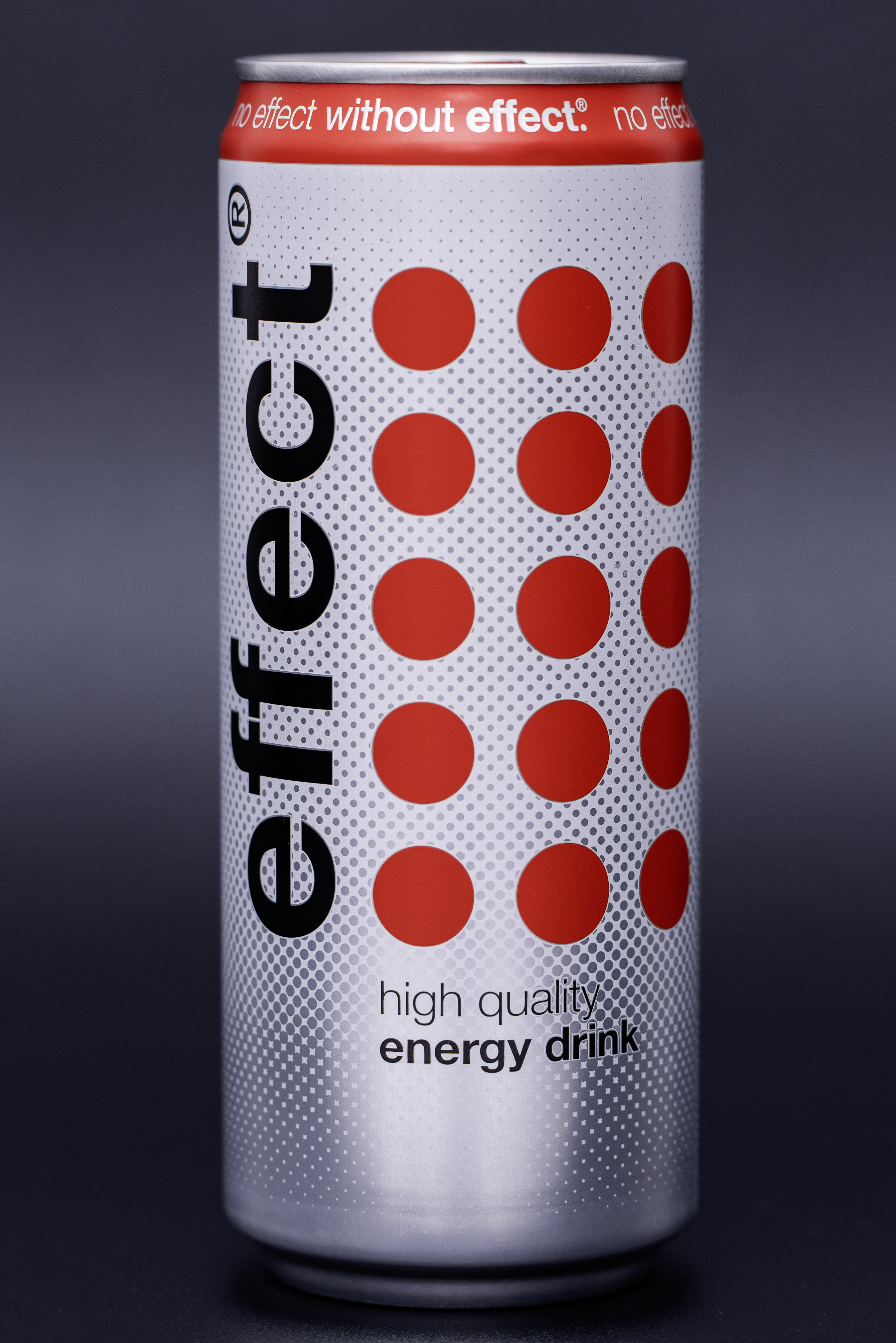
Effect-Energy-Dose 330ml

effect ist eine von der MBG International Premium Brands GmbH entwickelte und vertriebene Getränkemarke. Sie existiert seit 2002; angeboten werden Energydrinks in unterschiedlichen Geschmacksrichtungen. 2019 wurde nach Unternehmensangaben in Deutschland das Äquivalent von 98,6 Millionen 0,25-l-Dosen abgesetzt.
Die Getränke der Marke sind in über 50 Ländern erhältlich und werden europaweit von lokalen Lohnabfüllern produziert.

## Geschichte
Das erste Produkt der Marke, ein klassischer Energydrink in 0,25-l-Dosen, wurde 2002 auf den Markt gebracht und war zunächst in der Gastronomie, ab 2004 auch im Einzelhandel erhältlich. Seit 2005 ist die Wort-Bild-Marke „effect“ beim DPMA eingetragen. 2014 warb effect erstmals mit einer TV-Kampagne. Die Listung durch Lekkerland ab 2015 erhöhte die Präsenz der Marke im Tankstellen- und Kioskbereich.

### Entwicklung des Produktportfolios
2008 wurde „effect Zero Sugarfree“, eine Variante ohne Zucker, eingeführt. Die Produktreihe „effect Flavour“ mit den Sorten „Voltage“, „Pushd“, „Pushd Truly Zero“ und „Shock“ gibt es seit 2017; 2018 kam „Massive Guava“ hinzu und 2019 „Black Açai“. 2020 wurde die Produktreihe „Force Energy“ mit BCAA eingeführt.
Seit 2010 ist der Energydrink auch in Premix-Dosen mit Wodka enthalten. Bis zur Übernahme der Vertriebsrechte an Three Sixty Vodka durch das Getränkeunternehmen Schwarze & Schlichte wurden die vorgemixten Longdrinks unter dem Namen „Three Sixty Energy & Vodka“ bzw. (ab 2012) „Three Sixty effect & Vodka“ vertrieben, ab 2019 dann als „effect Vodka & Energy“. Seit 2020 ist mit „effect Vodka & Açai“ ein weiterer Premix auf dem Markt. Daten des Marktforschungsinstituts Nielsen zufolge stand „effect Vodka & Energy“ in den ersten Wochen des Jahres 2020 an vierter Stelle im Ranking der in Deutschland meistverkauften Produkte der Kategorie „Spirituosenmixgetränke ohne Cola“.
Heute nicht mehr erhältlich sind die Produkte „Ice Sticks“ (Flüssigkeit zum Selbsteinfrieren, eingeführt 2016) und „Energy Sticks“ (Pulver, eingeführt 2012).

## Produkte
Angeboten werden aktuell die Produktreihen „Classic Energy“, „Flavoured Energy“, „Force Energy“ sowie Premix-Longdrinks mit Wodka.
Zur „Classic Energy“-Reihe gehört der klassische Energydrink „effect“ in verschiedenen Gebinden (1-l-, 0,5-l-, 0,33-l- und 0,25-l-Dosen, 1-l-PET-Einwegflaschen und 0,2-l-Glas-Mehrwegflaschen) sowie die zuckerfreie Variante „effect Zero Sugarfree“ in 0,33-l-Dosen.
„Flavoured Energy“ ist eine Reihe aromatisierter Energydrinks in Dosen; angeboten werden die Sorten „Voltage“, „Pushd“, „Pushd Truly Zero“ (zuckerfrei), „Shock“, „Massive Guava“ (in 0,5-l-Dosen) sowie „Black Açai“ (in 0,25-l- und 0,5-l-Dosen).
Die Produktreihe „Force Energy“ umfasst zuckerfreie Energydrinks mit 2500 mg BCAA (essentielle verzweigtkettige Aminosäuren) pro 0,5-l-Dose. Erhältlich sind die Sorten „Performance Super Berry“, „Shredded Cola Crush“, „Xplode Tropical Blast“ und „Ripped Pear Boost“.
Als vorgemixte Longdrinks mit „9 Mile Vodka“, ebenfalls ein Produkt von MBG, werden die Sorten „effect Vodka & Energy“ und „effect Vodka & Açai“ in 0,33-l-Dosen mit jeweils 10 % Alkohol angeboten.

## Inhaltsstoffe
Die Produkte der „Classic Energy“-Reihe enthalten die für Energydrinks typischen Inhaltsstoffe Taurin, Koffein, Inosit und Glucuronolacton sowie die Vitamine Riboflavin (B5), Niacin (B3), Pantothensäure (B5), B6 und B12. „effect Zero Sugarfree“ enthält anstelle von Zucker die Süßungsmittel Acesulfam-K und Sucralose.
In den Produkten der „Flavoured Energy“-Reihe ist der Zucker teilweise durch Acesulfam-K und Sucralose ersetzt; zusätzlich zu den Inhaltsstoffen der „Classic Energy“-Reihe sind hier unter anderem Ginseng - und Guaranaextrakt enthalten.
Die Produkte der „Force Energy“-Reihe sind zuckerfrei und mit Sucralose und Acesulfam-K gesüßt. Sie enthalten zusätzlich 2500 mg BCAA pro 0,5-l-Dose (dabei handelt es sich um die Aminosäuren Leucin, Valin und Isoleucin im Mischungsverhältnis 2:1:1).

## Sponsoring
Aktuell (2020) ist effect Sponsor der Fußballvereine SC Paderborn 07 und Borussia Dortmund. In der Vergangenheit war die Marke auch im E-Sport als Sponsor aktiv; unterstützt wurden u. a. die Vereine FC Schalke 04 (E-Sport) und die E-Sport-Abteilung des VfL Bochum 1848.

## Auszeichnungen
Das Verpackungsdesign von effect wurde mehrfach ausgezeichnet. Die anlässlich der Fußball-Weltmeisterschaft 2014 erschienene „German Supporters Edition“ erhielt den Red Dot Design Award 2014 und den German Design Award 2016. Das 2018 eingeführte Design-Update der effect-Dose wurde mit dem Red Dot Design Award 2019 und dem German Design Award 2020 prämiert.